# Henrique Serafini
Henrique Serafini znany również jako Enzio Enrique Serafini (ur. 1 sierpnia 1904 w Laranjal Paulista, zm. 9 marca 1980) – piłkarz brazylijski grający na pozycji defensywnego pomocnika.

## Kariera klubowa
Henrique Serafini karierę piłkarską rozpoczął w klubie Palestra Itália w 1923 roku i grał w nim do 1930 roku. Z Palestra Itália zdobył mistrzostwo stanu São Paulo – Campeonato Paulista w 1926 i 1927 roku. W 1931 roku wyjechał do Włoch do S.S. Lazio. W Serie A zadebiutował 20 września 1931 w przegranym 1-3 meczu z Torino FC. Ostatni raz w Lazio zagrał 2 czerwca 1935 w wygranym 4-2 meczu z Ambrosianą Mediolan. W Lazio przez cztery sezony zaliczył w tym czasie 94 spotkania i strzelił jedną bramkę. W 1936 roku powrócił do Brazylii do Palestra Itália, gdzie zakończył karierę w tym samym roku.

## Kariera reprezentacyjna
Henrique Serafini zadebiutował w reprezentacji Brazylii 24 czerwca 1928 w meczu ze szkockim klubem Motherwell FC. W meczu międzypaństwowym Serafini zadebiutował 1 sierpnia 1930 w meczu z Francją. Ostatni raz w reprezentacji zagrał 2 lipca 1931 w meczu z Ferencvarosem Budapeszt.